# Блокування Вікіпедії в Туреччині

Версія логотипу Вікіпедії, встановлена в турецькому розділі після блокування. Слова «Vikipedi — Özgür Ansiklopedi» (Вікіпедія — вільна енциклопедія) закриті чорною смужкою, яка символізує цензуру

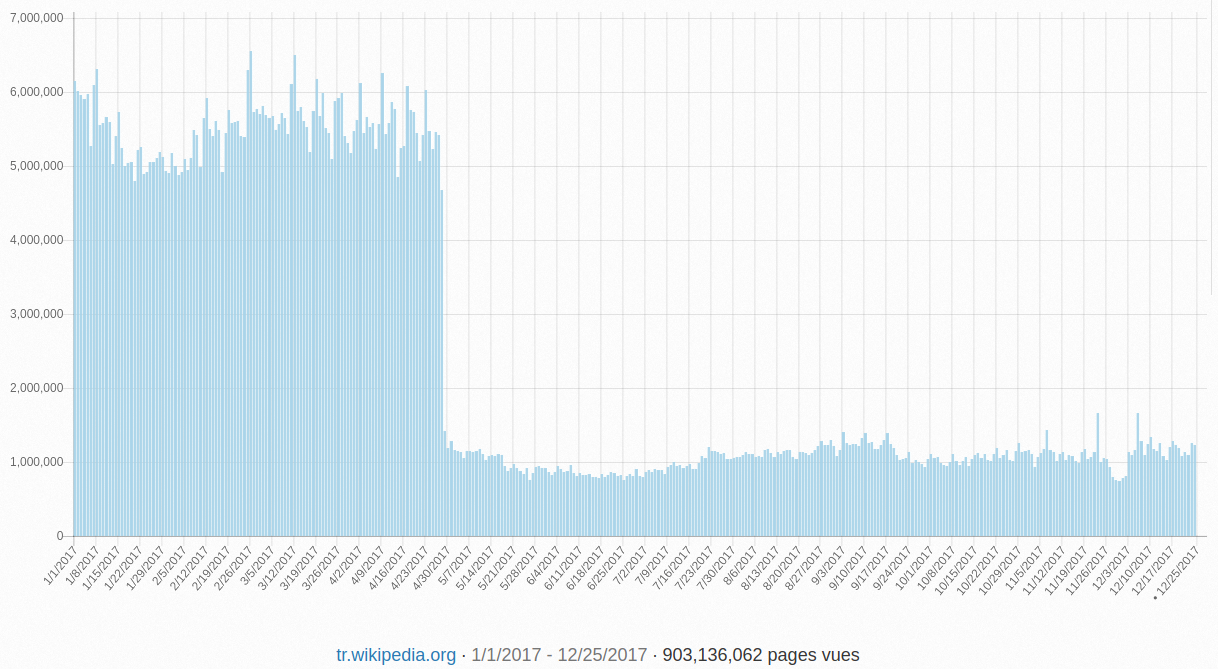
Статистика відвідувань турецького розділу Вікіпедії в лютому-травні 2017 року. Після блокування кількість відвідувань зменшилась на 80 %

З 17 квітня 2017 по 15 січня 2020 Вікіпедію було заблоковано на території Туреччини.. Доступ було обмежено відповідно до закону № 5651, приводом для блокування стала англомовна стаття про державний тероризм (у версії за 29 квітня 2017), де Туреччину було описано як країну-спонсора ІДІЛ та Аль-Каїди. Турецькі суди визнали цю інформацію спробою маніпуляції суспільством за допомогою засобів масової інформації. Незважаючи на неодноразові вимоги турецького управління інформаційно-комунікаційними технологіями, інформація зі статті видалена не була.
Вночі з 15 на 16 січня 2020 року блокування Вікіпедії в Туреччині було припинено.

## Передісторія
Туреччина неодноразово звинувачувалася у фінансуванні ісламістських угруповань, які борються проти уряду Башара Асада, зокрема підрозділів Аль-Каїди Фронту ан-Нусра. У жовтні 2014 року віце-президент США Джо Байден заявив, що Туреччина, Саудівська Аравія і ОАЕ «вливають мільйони доларів і десятки тисяч тонн зброї в кожного, хто готовий боротися проти аль-Асада».
Блокування сталося через два тижні після референдуму в Туреччині, на якому були прийняті поправки, що значно розширюють повноваження президента.
25 квітня 2017 року турецька авіація завдала низку авіаударів по об'єктах курдських підрозділів YPG, YPJ і РПК на території Сирії та Іраку. Внаслідок цих авіаударів в Іраку загинуло близько 40 бійців Пешмерга, в Сирії більше 20 бійців YPG і YPJ. Після цього Демократичні сили Сирії (ДСС) заявили, що вони припинять облогу Ракки (столиці ІДІЛ на той момент), якщо США не вживуть заходів для запобігання повторних авіаударів по них з боку Туреччини. У відповідь США почали патрулювати кордони разом з ДСС, щоб запобігти подібним інцидентам.

## Блокування
Вранці 29 квітня 2017 року доступ до всіх мовних розділів Вікіпедії з території Туреччини було заблоковано. За інформацією Рейтер і Бі-Бі-Сі, блокування почалася о 5:00 за Гринвічем. Турецьке управління інформаційно-комунікаційних технологій так прокоментувало блокування: «Після технічного аналізу і на підставі закону № 5651 до сайту були застосовані адміністративні заходи».
«Голос Америки» повідомив, що в турецьких ЗМІ причиною блокування була названа «стаття, пов'язана з тероризмом». У міністерстві транспорту і зв'язку Туреччини заявили: «Замість співпраці в боротьбі проти тероризму, вона [Вікіпедія] стала частиною джерел інформації, які ведуть кампанію з очорнення Туреччини в міжнародних ЗМІ».
За запитом університету Більгі в суді було названо конкретні статті Вікіпедії, зміст яких став приводом для блокування. Це:
- en: State-sponsored terrorism # Turkey
- en: Foreign involvement in the Syrian Civil War # Turkey

11 травня 2017 міністр транспорту і зв'язку Туреччини Ахмет Арслан, коментуючи причини блокування, заявив, що, коли читаєш Вікіпедію, «створюється враження, що Туреччина підтримує терористичні організації». 3 травня 2017 фонд «Wikimedia Foundation» спробував оскаржити блокування в суді Анкари, але 5 травня позов було відхилено. В заяві суду було сказано, що блокування не буде знято доти, поки «незаконні» статті не будуть видалені. Тоді ж управління інформаційно-комунікаційних технологій зробило таку офіційну заяву:
|  | - попри всі зусилля, помилкові твердження про підтримку з боку Туреччини терористичних організацій не було видалено з Вікіпедії; - статті неможливо було узгодити з точною інформацією; - оскільки Вікіпедія використовує протокол HTTPS, технічно неможлива фільтрація за URL, тож блокувати окремі статті неможливо; - таким чином, весь зміст Вікіпедії слід піддати фільтрації; - редактори Вікіпедії мають зробити все необхідне з цими та подібними статтями. |

2 травня 2017 мерія Стамбула відкликала надіслане раніше запрошення засновнику Вікіпедії Джиммі Вейлзу на виставку «World Cities Expo», яка повинна була пройти з 15 по 18 травня в Стамбулі. Вейлз заявляв, що збирається відвідати виставку навіть попри блокування Вікіпедії, за його словами: «Я з нетерпінням чекаю цю поїздку. Стамбул — одне з найулюбленіших моїх міст».

## Реакція

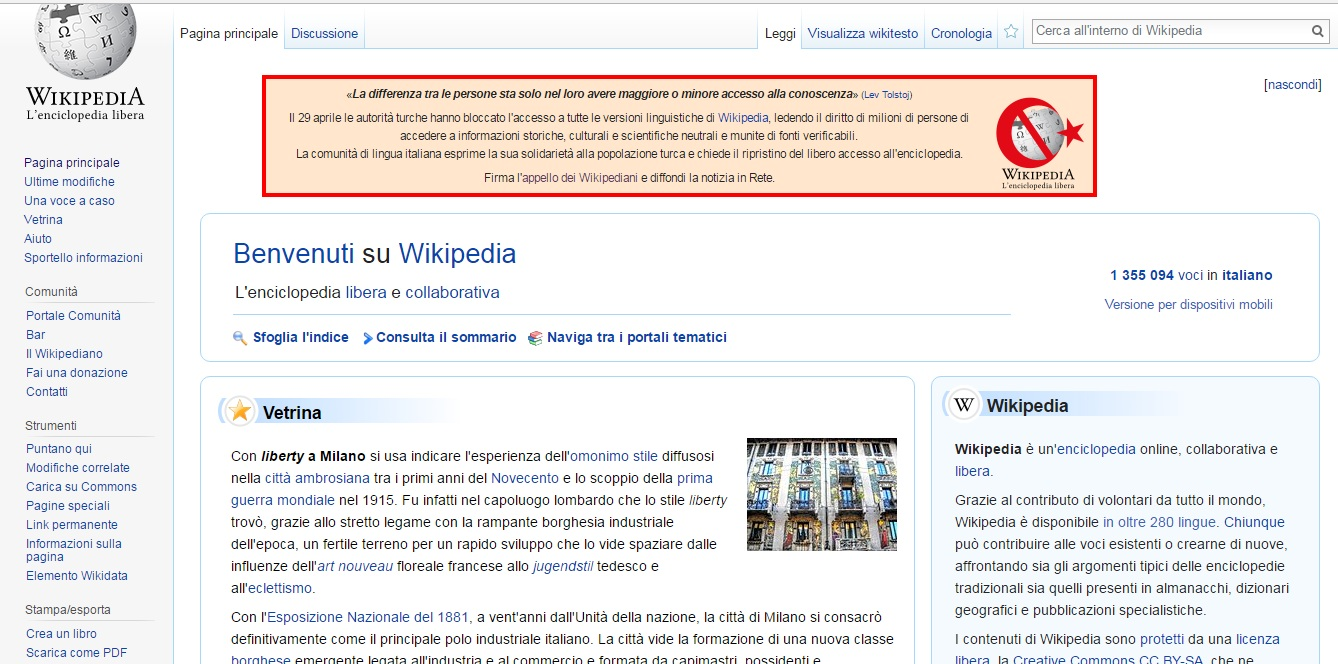
В італійській Вікіпедії на знак протесту проти блокування Вікіпедії в Туреччині було розміщено банер

Турецька опозиція, зокрема багато членів Республіканської народної партії, виступили з осудом блокування. Зокрема, депутат від РНП Ерен Ердем заявив, що ці події «ставлять Туреччину в один ряд з Північною Кореєю», а Бариш Яркадаш назвав блокування «цензурою і порушенням права на доступ до інформації».
Після блокування, з використанням технології IPFS було створено копію турецької Вікіпедії. Також було створено піратські «дзеркала» англійської та турецької Вікіпедій, розташовані за адресою: «TurkceWikipedia.org».
У зв'язку з інцидентом засновник енциклопедії Джиммі Вейлз розмістив у своєму особистому профілі звернення до громадян Туреччини, в якому заявив, що доступ до інформації є базовим правом людини, і що він буде продовжувати боротися за це право. В той же день у блозі Фонду Вікімедіа було опубліковано заяву Кетрін Мар, виконавчого директора Фонду Вікімедіа, в якій вона закликала турецький уряд відновити повний доступ до Вікіпедії для турецького народу і повернути їм можливість звертатися до найбільшого в світі ресурсу знань.

На додаток до цих заяв, на сайті «МетаВікі» було розміщено звернення від імені спільноти учасників проектів Вікімедіа, під яким підписалося більше 7000 осіб. Там, зокрема, йдеться: 
|  | Ми розчаровані і здивовані припущенням, що наші спільноти підтримують тероризм або насильницькі дії будь-якого роду. Це суперечить самій природі нашої роботи, що полягає в нейтральному викладенні фактів і основних точок зору. Ми не підтримуємо політичної пропаганди у Вікіпедії. Ми не підтримуємо тероризму. |

Цензура Вікіпедії має місце в багатьох країнах, зокрема заблоковано доступ до Вікіпедії з Китаю.

## Рішення Конституційного суду Туреччини
26 грудня 2019 Конституційний суд Туреччини заявив, що блокування Вікіпедії порушує права та свободи. За це рішення проголосували шість із 10 членів конституційного суду. Ухвала суду скасовує попереднє рішення, в якому говорилося про те, що заборона була доречною, оскільки вебсайт не видалив вміст, який «несправедливо атакує» Туреччину та «шкодить репутації країни».
Вночі з 15 на 16 січня 2020 року доступ до Вікіпедії в Туреччині відновлено.